# 당신 곁으로
《당신 곁으로》는 2003년 3월 3일부터 같은 해 9월 10일까지 방영되었던 SBS 아침연속극이었었다.

## 기획 의도
- 두 여자와 두 남자, 복잡하게 얽힌 그들의 애증 관계를 그린 드라마이다.[1]
- 꿈과 사랑, 좌절과 성공 등 굴곡진 인생여정의 삶을 살아온 한 여인의 이야기로 ‘사랑은 모든 것을 포용한다’는 주제를 담고 있다.[2]

## 줄거리
무역회사 경리인 정아는 식당 경영을 하던 강 씨 눈에 들어 강 씨의 큰아들인 원준을 소개받는다.
그러나 세 번째 만남에서 원준은 친구의 약혼식에 정아를 데려가고 경식을 만나게 된다.
하지만 경식은 정아 동생의 과외선생님으로 정아의 첫사랑이었던 것.
겨울휴가 때 커플 여행을 떠났다가 정아는 우발적인 사고로 경식과 선을 넘게 되고, 급기야 경식은 약혼을 파기하고 집을 나와 정아하고 동거를 시작한다.
경식이 해외출장을 간 사이 둘 사이에서 태어난 아들이 실종되고 정아는 정신병원에 입원을 하게 된다.
원준은 정아를 성심성의껏 보살피고 경식은 자신을 기다린 전 약혼녀 연숙과 결혼한다. 원준의 한결같은 사랑에 감동한 정아는 원준과 결혼한다.

## 등장 인물
- 손현주(원준)
- 송채환(경아)
- 이아현(연숙)
- 김유석(이경식)
- 정혜선(강 여사)
- 박인환(차 교장)
- 서승현(이옥분 여사사)
- 김호영(이 사장)
- 임채무(정아 부)
- 한영숙(엄 여사)
- 정승호, 김은숙
- 김은영(연숙 친모)
- 남윤정(남씨)
- 최항석, 강미, 이승형, 옥승일
- 서혜린 (아영)
- 윤혜경(원희)
- 이채원(경수)
- 이준(원규)
- 이유정, 정한헌, 김일우, 신국, 김선화, 최범호, 손종범, 김유철, 장은비, 임채연, 원숙희, 박성희, 오나연, 김성현, 변주연, 서예린, 김형범, 백승욱, 황금희, 황미선

## 참고 사항
- 송채환은 해당 드라마로 <첫사랑>에서 처음 호흡을 맞췄던 손현주와 4번째의 커플 연기를 하였다.[3]
- 이홍구 작가는 <내사랑 내곁에> 이후 KBS에서만 활동해 왔으나, 2001년 추석특집 드라마 <스피드 박>을 쓴지 얼마 안 돼[4] KBS 2TV 일일드라마 <여자는 왜?>를 집필하면서 건강이 이상이 생기자 이 작품에서 중도하차한 뒤 한동안 방황해왔다. 해당 작품으로 SBS에 새 둥지를 틀었다.
- 친부의 부인들이 정신병자로 그려져 "아이 없는 여성은 비정상이라는 사회적 통념을 반영했다"는[5] 지적이 있었다.